# کازوماسا شیمیزو
کازوماسا شیمیزو (انگلیسی: Kazumasa Shimizu؛ زادهٔ ۳۰ ژوئن ۱۹۷۶) بازیکن فوتبال اهل ژاپن است.